# シリーパティー

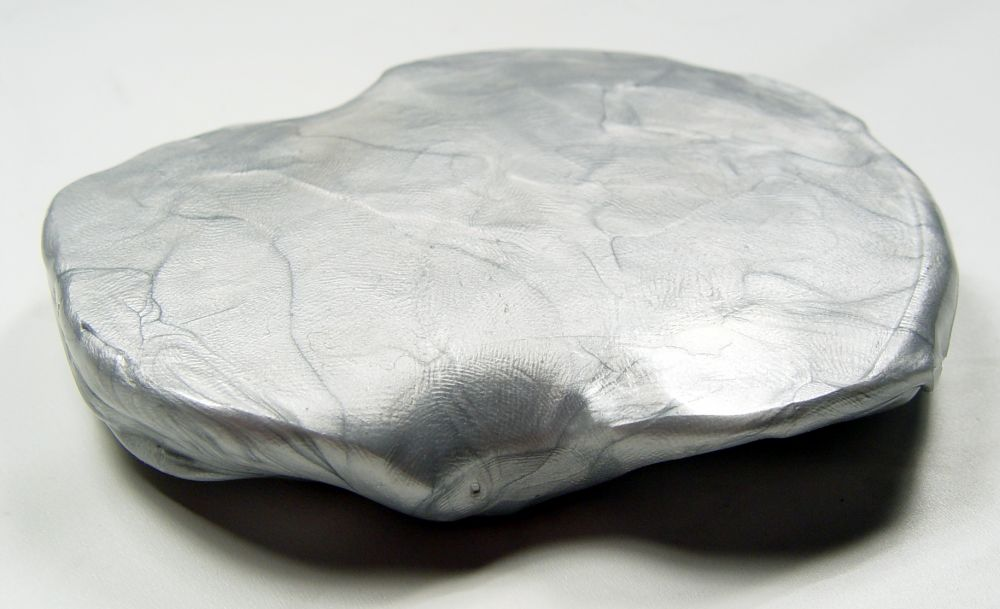
銀色のシリーパティー。

- シリーパティ
- シリーパテ
- シリパテ

シリーパティー (英: Silly Putty, 直訳で「ばかなパテ」）とは、独特の物理的性質を持つシリコーン系ポリマーを主成分とする玩具。パテ状の物体だが、床に落とすと跳ね返り、急激な打撃を加えると砕け、液体のように流れることもできる。粘弾性流体（非ニュートン流体の一種）であるシリコーンが含まれているため、長い時間スケールでは粘性流体として、短い時間スケールでは弾性体として振る舞う。第二次世界大戦中のアメリカにおいて、ゴムの代用品となりうる物質の研究から生まれた。
Silly Putty はペンシルベニア州イーストンに工場を持つクレヨラ社の商標である。他社が販売する同種の物質は異なる名前を持つ。

## 性質
シリーパティーはパテでありながら弾力があり、多くの独特の性質を持つことで知られている。急激な打撃を受けると弾まずに砕かれる。液体に浮かべると、十分な時間が経てば液面に広がって水たまりを作る。シリーパティーや類似製品の多くは粘弾性調整剤を添加することで流動性を抑えて形状が保たれるようにされている。
シリーパティーの成分としては、以下が一般に知られている。ジメチルシロキサン（高分子、末端のヒドロキシ基をホウ酸によって架橋したもの）65%、シリカ（石英結晶）17%、Thixatrol ST（商標、ひまし油誘導体）9%、ポリジメチルシロキサン4%、デカメチルシクロペンタシロキサン1%、グリセリン1%、二酸化チタン1%。

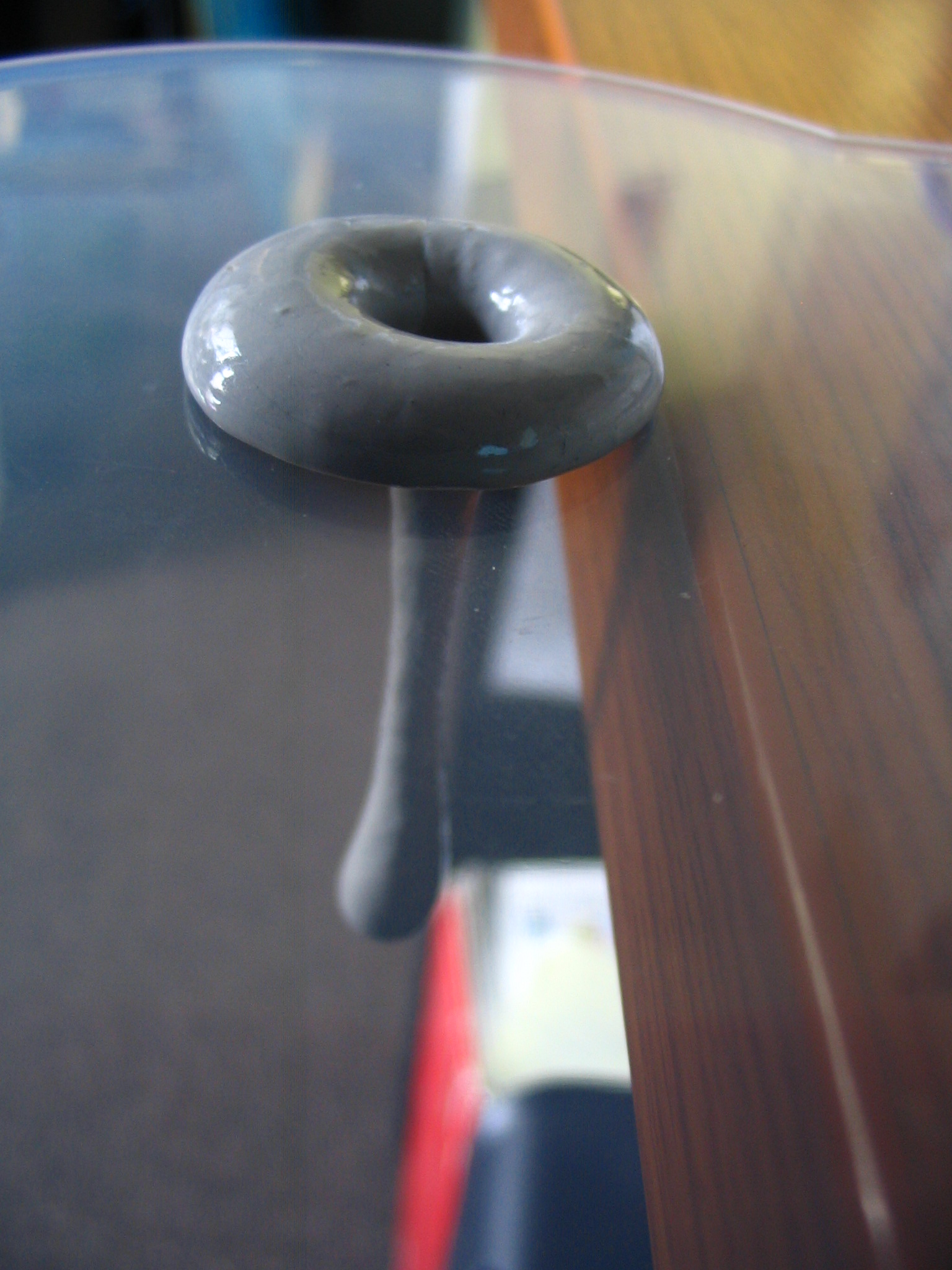
穴から流れ落ちるシリーパティー。

シリーパティーの一風変わった流動性は、主成分ポリジメチルシロキサンが粘弾性物質であることによる。粘弾性とは非ニュートン流体的な性質の一種で、長いタイムスケールでは粘性流体として、短いタイムスケールでは弾性体として振る舞うことを指す。加えた力の強さにともなって見かけの粘性が増えるので、シリーパティーはダイラタント流体とみなせる。
シリーパティーは優れた接着剤でもある。石油系のインクが使われていれば、新聞の紙面をシリーパティーの表面に転写して、引き伸ばしたり歪めたりして楽しむこともできる。しかし、大豆インクで印刷された近年の新聞ではこの実験を行うのは難しい。
一般的に、髪の毛や衣服のように凹凸のある素材にシリーパティーを貼り付けると剥がしづらくなる。その場合、手指消毒用のアルコールが役に立つ。シリーパティーはアルコールに触れると溶解し、アルコール自体が揮発しても元の特性を失う。製造者クレヨラは潤滑剤WD-40の使用を勧めている。
シリーパティーをぬるま湯か熱湯に漬けると柔らかさが増し、流動化するまでの時間が短くなる。また、表面の一部をちぎり取ることが難しくなる。その後、十分時間が経てば元の粘度を取り戻す。
シリーパティーは13グラム入りの卵型プラスチック容器で販売される。シリーパティーの商標はクレヨラLLC（旧称ビニー&スミス）が所有している。2009年7月現在、日間販売数は2万個である。1950年以来の通算販売数は3億個以上（約4100トン）。各種の色が販売されており、燐光や金属光沢を持つものもある。他社からも同様の物質が販売されているが、より内容量の大きいパッケージや、クレヨラ製品と同じような色のバリエーション、あるいは磁性体や玉虫色のものなど性質の異なる製品も存在する。

## 歴史
第二次世界大戦中、日本は環太平洋地域に勢力圏を広げる中で天然ゴムの生産国を侵略した。ゴムはいかだやタイヤ、自動車や航空機の部品、ガスマスク、ブーツのような軍需物資の製造に不可欠だった。アメリカではゴム製品がすべて配給制になった。市民は戦争終了までゴム製品を買い換えないよう、また不要なタイヤ・ブーツ・コートを供出するよう奨励された。その一方、政府はゴム不足を解消するため合成ゴムの研究に資金を提供した。
シリーパティーの発明者が誰かは論争の対象になっている。その名誉は論者によって、設立間もないダウコーニング社に所属していたアール・ウォリック、コネチカット州ニューヘイヴンでゼネラル・エレクトリック社に勤めていたスコットランド生まれの発明家ジェームズ・ライト、あるいはハーヴィー・チンに与えられている。ウォリックはその生涯にわたり、同僚のロブ・ロイ・マクレガーとともにライトより早く特許を取得したと主張し続けた。しかしクレヨラによる歴史では、シリーパティーは1943年にライトが最初に発明したとされている。どちらの研究者も独立に、シリコーンオイルにホウ酸を反応させると、ねばつくと同時に弾力がある、独特の性質を多数持つ物質が生成することを発見した。このパテには毒性もなく、落とすと弾み、通常のゴムより長く伸ばすことができ、カビが生えることもなく、十分高い温度まで解けなかった。しかし、ゴムの代替物として必要なすべての性質を備えていたわけではなかった。
1949年、玩具店を経営していたルース・フォールガッターはこのパテのことを知り、マーケティング・コンサルタントのC・L・ホジソンに助言を求めた。彼らはパテを商品化しようと決め、透明ケースに入れて販売した。売れ行きは良かったが、フォールガッターには販売を継続する意思はなかった。しかしホジソンは将来的な成長を予見していた。
ホジソンはすでに1万2000ドルの負債を抱えていたがさらに147ドルを借り入れ、パテを1バッチ購入して1オンス（約28 g）ずつプラスチックの卵に封入し、「シリーパティー」と名付けて一つ1ドルで販売した。初め売れ行きは振るわなかったが、『ニューヨーカー』誌で取り上げられると3日間で25万個を売り上げた。しかし、1951年には朝鮮戦争のためほぼ廃業に追い込まれた。シリーパティーの主成分であるシリコーンが配給制となり、事業が損害を受けたのである。1年後にシリコーンの規制が取り下げられ、シリーパティーの生産は再開された。当初のシリーパティーの対象購買層は成人であった。しかし1955年には6歳から12歳までの児童が購入者の主体となっていた。1957年、ホジソンは子供番組『ハウディ・ドゥーディ・ショウ』で最初のテレビコマーシャルを放映した。
1961年にアメリカ国外での販売が開始され、ソ連とヨーロッパでヒット商品となった。1968年にはアポロ8号の乗組員が月周回軌道にシリーパティーを持ち込んだ。
ピーター・ホジソンは1976年に亡くなった。1年後、クレヨラ製品の製造者ビニー&スミスがシリーパティーの権利を取得した。2005年時点で年間販売数は600万個を越えていた。
シリーパティーは2001年5月28日におもちゃの殿堂に迎えられた。

## 他の用途

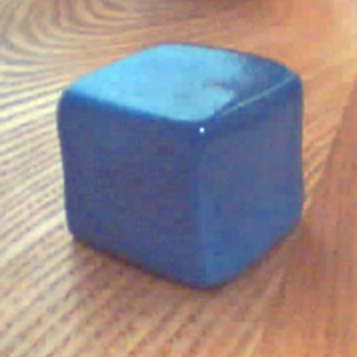
立方体に成形されたシリーパティー。

玩具としての利用が定着しているが、ほかにも用途が見つかっている。家庭においては、埃、糸くず、ペットの毛、インクなどを物の表面から除去するのに使うことができる。特殊な性質を持つシリーパティーは医療や科学研究の中でもニッチを持っている。理学療法士は手の怪我のリハビリにシリーパティーを用いる。他社製品の多くでは（パワーパティやセラパティなど）、変形への抵抗力が異なるバリエーションが用意されている。またこれらのパテはストレス軽減の道具としても使われており、使用者の好みに合わせて様々な粘度のものが存在する。
シリーパティーは接着剤としても使えるため、アポロ宇宙船の乗組員によって無重力状態で道具を固定するのに用いられた。ホビーとしてのスケールモデル作成では、組み上げたモデルにスプレー塗装を行うときのマスキング材として用いられる。アリゾナ大学スチュワード観測所では、天体望遠鏡の反射鏡を研磨する際に、シリーパティーを土台とするラップ（工具）を用いている。
トリニティ・カレッジ・ダブリン物理学部（適応型ナノ構造・ナノデバイス研究センター、先端材料および生命工学研究センター）はグラフェンとシリーパティーを混合したナノコンポジットが驚くほど高感度の圧力センサとなることを発見し、その上を歩くクモの足音さえ検知できると主張した。